# IC 1479
IC 1479 је елиптична галаксија у сазвјежђу Водолија која се налази на листи објеката дубоког неба у Индекс каталогу.
Деклинација објекта је - 10° 23' 55" а ректасцензија 23h 18m 46,3s. Привидна величина (магнитуда) објекта IC 1479 износи 13,7 а фотографска магнитуда 14,7. IC 1479 је још познат и под ознакама MCG -2-59-10, NPM1G -10.0713, PGC 71021.